# Ivan Joller
Ivan Joller (ur. 24 kwietnia 1983 r. w Stans) – szwajcarski biathlonista. Zadebiutował w biathlonie w rozgrywkach Pucharu Europy w roku 2000.
Starty w Pucharze Świata rozpoczął zawodami w Pokljuce w roku 2005 zajmując 37. miejsce w sprincie. Jego najlepszy dotychczasowy wynik w Pucharze Świata to 10. miejsce w biegu indywidualnym w Vancouver w sezonie 2008/09.
Podczas Mistrzostw świata juniorów w roku 2002 w Ridnaun-Val Ridanna zajął 57. miejsce w sprincie i 51 w biegu indywidualnym. Na Mistrzostwach świata juniorów w roku 2003 w Kirach zajął 56. miejsce w biegu indywidualnym, 40 w sprincie, 48 w biegu pościgowym i 14 w sztafecie. Na Mistrzostwach świata juniorów w roku 2005 w Haute Maurienne zajął 17. miejsce w biegu indywidualnym, 35 w sprincie i 40 w biegu pościgowym.
Podczas Mistrzostw świata w roku 2008 w Östersund zajął 76. miejsce w biegu indywidualnym i 18 w sztafecie.
Srebrny medalista Zimowych igrzysk wojskowych w Dolinie Aosty (2010), w drużynowym biegu patrolowym na 25 km.  W 2013 w Annecy zdobył złoty medal w biegu patrolowym na 25 km.

## Osiągnięcia

### Mistrzostwa świata
- 2008 Östersund  – 76. (bieg indywidualny), 18. (sztafeta)
- 2009 P'yŏngch'ang  – 30. (sprint), 30. (bieg pościgowy), 8. (sztafeta)
- 2012 Ruhpolding  – 55. (bieg indywidualny), 40. (sprint), 50. (bieg pościgowy), 7. (sztafeta)

### Puchar Świata

#### Miejsca w klasyfikacji generalnej
| Sezon     | Miejsce |
| --------- | ------- |
| 2006/2007 | 78.     |
| 2008/2009 | 62.     |
| 2009/2010 | 83.     |
| 2010/2011 | 105.    |
| 2011/2012 | 64.     |
| 2012/2013 | 60.     |